# Leptognathia brevimanus
Leptognathia brevimanus är en kräftdjursart som först beskrevs av Wilhelm Lilljeborg 1864.  I den svenska databasen Dyntaxa används istället namnet Araphura brevimanus. Enligt Catalogue of Life ingår Leptognathia brevimanus i släktet Leptognathia och familjen Leptognathiidae, men enligt Dyntaxa är tillhörigheten istället släktet Araphura och familjen Tanaellidae. Arten är reproducerande i Sverige. Inga underarter finns listade i Catalogue of Life.